# Mauricio Milani
Maurizio Milani (pseudônimo de Carlo Barcellesi, Milão, Itália, 20 de maio de 1961) é um humorista, escritor, e ator italiano.

## Biografia
Maurizio Milani nasceu em Milão em 1961 de uma família natural de Codogno. Diplomando-se em Agrária no Instituto Tosi de Codogno.
Começou a carreira em 1987 no Zelig Cabaret de Milão, e na televisão em meados dos anos oitenta. A partir de suas aparições na transmissão satírica  Su la testa! (Rai 3, 1992), Milani criou seu personagem de homem de rua, cínico e desencantado mas ainda profundamente humano.
Seus monólogos são caracterizados pela ironia cáustica e sutil, que, ao representar surrealmente a realidade, dá-lhe um tom muito irreverente. De 2003 a 2008 ele participou como convidado na emissão de Rai 3 Che tempo che fa' aprensentado por Fabio Fazio.
Muito ativo também como escritor de livros satíricos, em 2005 ganhou o prêmio "Sátira Política Forte Dei Marmi" na categoria "Cabaret". Escreve nos jornais Il Foglio e Libero, e colabora com a revista mensal Max.

## Teatro de revista
- 1992, Un uomo da badile
- 1993, Piacenza[4]
- 1995, Animale da fosso
- 1995, Il Circo di Paolo Rossi
- 1998, Il pubblico all'uscita si lamenta

## Televisão
- 1993, Letti Gemelli
- 1992, Su la testa! (Rai 3)
- 1993, Cielito lindo (Rai 3)
- 1997-98, Scatafascio (Italia 1)
- 1998-99
  - Comici (Italia 1)
  - Facciamo cabaret (Italia 1)
- 2003-08, Che tempo che fa' (Rai 3)

## Publicações
- 1994, Animale da fosso, Bompiani
- 1996, Un uomo da badile, Baldini&Castoldi
- 1998, Vantarsi, bere liquori, illudere la donna, Baldini&Castoldi
- 2003, La donna quando non capisce s'innamora, Kowalski
- 2005, In amore la donna vuol tribolare, Kowalski
- 2006, L'uomo che pesava i cani, Kowalski
- 2007, Del perché l'economia africana non è mai decollata, Kowalski
- 2010, Mi sono iscritto nel registro degli indagati, Rizzoli
- 2011, Chi ha ciulato la Corrente del Golfo?, Aliberti
- 2012, Fidanzarsi non conviene, Barbera
- 2013, Uomini che piangono per niente, Rizzoli
- 2014, Saltar per terra causa vino, Wingsbert House
- 2016, Il verro ruffiano, Baldini&Castoldi